# (7848) Bernasconi
(7848) Bernasconi est un astéroïde de la ceinture principale.

## Description
(7848) Bernasconi est un astéroïde de la ceinture principale. Il fut découvert le 22 février 1996 à Sormano par Marco Cavagna et Augusto Testa. Il présente une orbite caractérisée par un demi-grand axe de 2,55 UA, une excentricité de 0,20 et une inclinaison de 3,1° par rapport à l'écliptique.

## Compléments